# زهرة اللبن الإلويسية

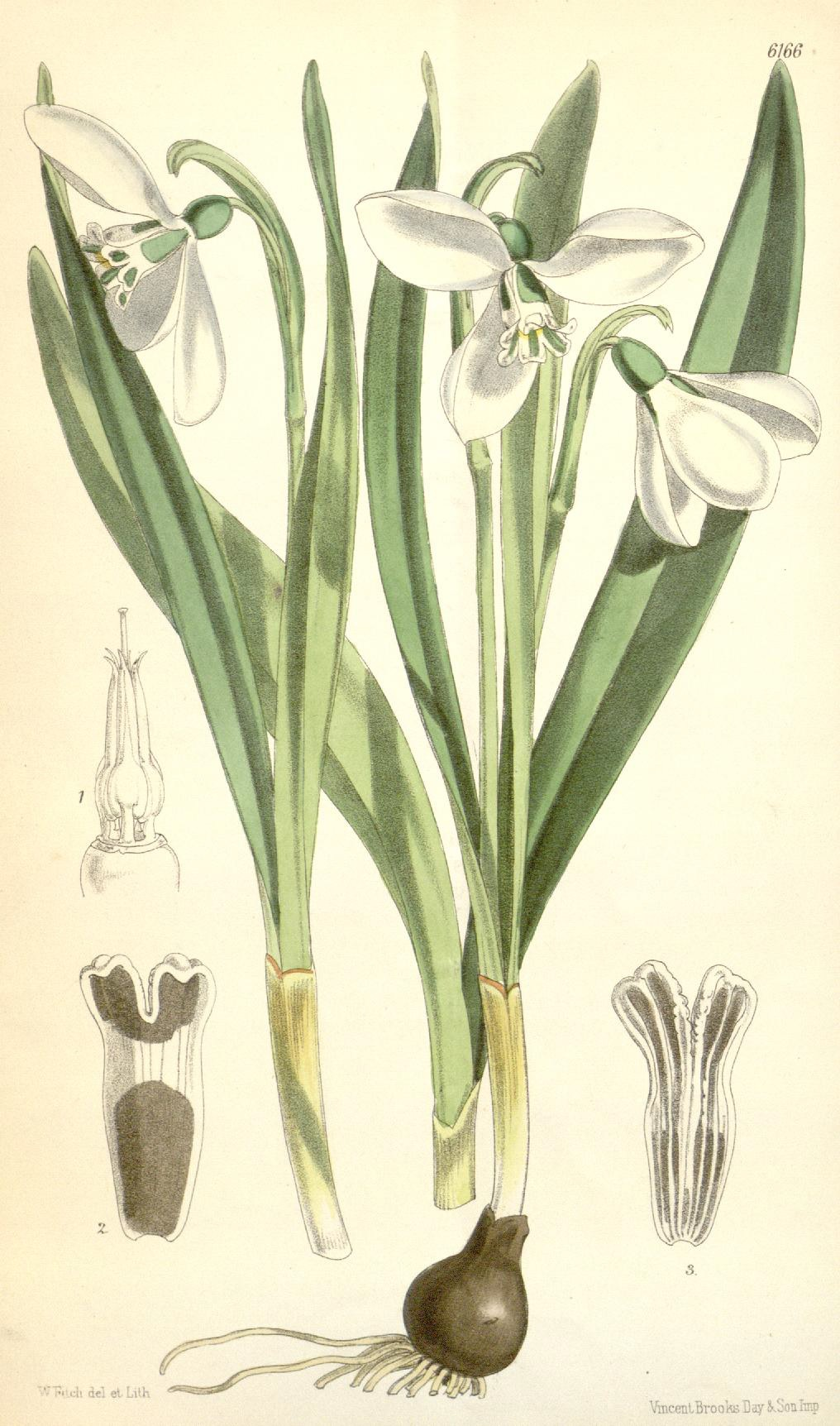

دميكة إلويس هو نوع من النباتات المزهرة من جنس زهرة اللبن في الفصيلة النرجسية، موطنها القوقاز.